# Schifferné Szakasits Klára
Schifferné Szakasits Klára (Budapest, 1918. szeptember 6. – Budapest, 2001. december 9.), textiltervező, emlékiratíró. Szakasits Árpád szociáldemokrata politikus, köztársasági elnök lánya. Schiffer Pál újságíró, szociáldemokrata politikus, nagykövet, országgyűlési képviselő felesége; Schiffer Ferenc (1944–1982) újságíró, Schiffer Pál (1939–2001) filmrendező, Schiffer János MSZP-s politikus édesanyja; Schiffer András ügyvéd, politikus nagyanyja.

## Életpályája
Édesapja, Szakasits Árpád (1888–1965) tizenöt éves korától részt vett a munkásmozgalomban: a Népszava újságírója (a második világháború alatt főszerkesztője), már a Tanácsköztársaság alatt is politikai szerepet vállalt, az 1930-as években szakszervezeti vezető, idővel a szociáldemokrata párt egyik kulcsfigurája lett. Édesanyja Grósz Emma szabónő (1888–1954). 
Szakasits Klára iparművészeti főiskolát végzett, 1945 előtt az óbudai Fehérítőben dolgozott textiltervezőként. A vészkorszak idején Zsindelyné Tüdős Klára a svéd misszióval együttműködve számos üldözöttnek adott menedéket, így ő bújtatta Szakasits Klárát is fiaival.
Apja meghurcolása (1950–1956 között, a Rákosi-korszakban börtönben volt, hivatalban lévő államfőként tartóztatták le), ill. a család kitelepítése idején Debrecenben a megyei kórházban csecsemőgondozó, később a Ruhaipari Tervező Vállalat szervezője.
Emlékiratait az 1980-as években adta közre, szemléletes korképet festve a két világháború közötti munkásmozgalomról, a koalíciós évekről és a Rákosi-rendszerről.

## Művei
- Schiffer Klára: A gyermek és ruhája; ill. Gyulai Irén; Magyar Nők Országos Tanácsa, Bp., 1964
- Magamról és másokról; Magvető, Bp., 1983 (Tények és tanúk)
- Fent és lent 1945–1950; Magvető, Bp., 1985 (Tények és tanúk)
- Holtvágányon 1950–1956; Könyvértékesítő Vállalat, Bp., 1987
- Reménykedők 1918–1938; Krónika, Bp., 1988